# Parisatis
|  | Per a altres significats, vegeu «Parisatis (filla d'Artaxerxes III)». |

Parisatis (en persa antic Parušyātiš, en grec antic Παρύσατις) va ser filla il·legítima d'Artaxerxes I de Pèrsia Longimà, i després reina de la Pèrsia Aquemènida.
Era germanastra de Xerxes II, de Sogdià i de Darios II anomenat Ocos, que després va ser rei l'any 424 aC succeint a Xerxes II. Darios II tenia un caràcter dèbil i Parisatis va governar de fet l'Imperi.
Durant el seu regnat hi va haver una seria d'assassinats: els germans de Darios, Sogdià i Arsites van morir executats, així com els ministres Artifi i Artoxares. La família d'Estàtira, la dona del seu fill Artaxerxes (futur Artaxerxes II de Pèrsia), va ser també sacrificada i només es va salvar la mateixa Estàtira.
Va tenir almenys 13 fills, però només 4 van arribar a l'edat adulta. El més gran era Arsaces (nom que va canviar per Artaxerxes) que va néixer abans que el pare fos rei, i així Parisatis va fer valdre els drets del segon fill Cir el Jove, nascut ja quan el pare era rei, sense aconseguir res. A la mort de Darios va impedir que Artaxerxes II executés a Cir, i amb la seva intercessió aquest va poder tornar a la satrapia de Lídia d'on havia estat cridat, i on llavors, en tornar, es va revoltar.
Va impedir al rei escoltar als que el volien prevenir contra ella i contra Cir el Jove, i per això la van acusar de ser culpable de la guerra civil que es va produir l'any 401 aC. A la mort de Cir el Jove no va dubtar a mostrar el seu dol per la mort del seu fill preferit, amb un enterrament amb grans honors i mostres de simpatia cap al general dels mercenaris grecs, Clearc, al que no va poder salvar.
Va continuar exercint el seu poder fins que va aconseguir eliminar a tots els autors de la mort de Cir. Finalment les tensions amb Estàtira es van incrementar i Parisatis va eliminar a la seva jove amb verí.
Artaxerxes estava convençut de la culpa de la seva mare, però es va acontentar amb el seu desterrament a Babilònia, i al cap de poc temps la va tornar a cridar a la cort on no va tardar a recuperar la seva influència. Va conspirar contra Tisafernes, que havia estat el primer a advertir al rei de la traïció de Cir el Jove, i va aconseguir finalment la seva execució, l'any 396 aC.
Després ja no torna a ser esmentada i cal suposar que va morir algun temps després tot i que la seva mort no la menciona cap autor.
Ctèsies de Cnidos que vivia a la cort en aquest temps, va escriure un relat dels fets que després va recollir Plutarc a la seva obra Artaxerxes. Un extracte del mateix Ctèsies conservat per Foci, relata els fets de manera més breu.